# Послание на свети апостол Павла до римляни
Посланието към римляните е библейска книга от Новия завет, която е написана от апостол Павел. Това послание принадлежи към седемте послания на Павел, чиято автентичност не е поставена под въпрос. От средновековието насам посланието е структурирано в 16 глави. Написано е на разпространения по онова време гръцки диалект, койне.

## Авторство
Павел като автор на посланието е признат от почти всички изследователи. Езикът и структурата на посланието са така цялостни, че може да се приеме само един автор. Езикът е подобен на този на другите павлови послания.

## Дата и място на създаване
Като място на създаване може да се приеме само Коринт. Павел посещава града за втори път по време на неговото трето мисионерско пътуване (Деян. 20:2). Ако се сравни Глава 16 стих 23 с 1. Кор. 1:14 и се констатира, че Фива (Глава 16 стих 1) вероятно е донесла посланието, би трябвало да се приеме Коринт като място на създаване.
Времето на създаване се приема от 56 до 58 г. Stuhlmacher приема пролетта на 56 г., Renié зимата на 56/57 г., Harrison и Bruce началото на 57 г., ABC зимата на 57/58 г., Althaus, Black и Wikenhauser началото на 58 г.

## Структура на посланието
- 1:1 – 7 Обръщение
- 1:8 – 7 Предговор
- 1:18 – 3:20 Всички хора са грешници
- 3:21 – 5:21 Спасението на душата важи за всички хора (Примери с Авраам и Адам)
- 6:1 – 23 Кръщението
- 7:1 – 8,39 Освободен от закона – обновен от Духа
- 9:1 – 11,36 Ролята на Израилевия народ в Божия план
- 12:1 – 15,13 Принципи за провеждане на църковния живот
- 15:14 – 16,23 Последен съвет и поздрав
- 16:25 – 27 Последна възхвала на Бог

## Цитати
Глава 1 стих 20, 21, 26 – 32:
Понеже от създаването на това, което е невидимо в Него, т.е. вечната Му сила и божественост, се вижда ясно, разбираемо чрез творенията; така че човеците остават без извинение. Защото, като познаха Бога, не Го прославиха като Бог, нито Му благодариха; но се извратиха чрез своите мъдрувания и несмисленото им сърце се помрачи ... Затова Бог ги предаде на срамни страсти, като и жените им измениха естествената употреба на тялото в противоестествена. Така и мъжете, като оставиха естественото отношение с жената, разпалиха се в страстта си един към друг, като вършеха безобразие мъже с мъже и приемаха в себе си заслужената отплата за своето нечестие. И понеже отказаха да познаят Бога, Бог ги предаде на развратен ум да вършат това, което не е прилично, изпълнени с всякакъв вид неправда, нечестие, алчност, омраза; пълни със завист, убийство, свадливост, измама и злоба; клюкари, клеветници, противници на Бога, нахални, горделиви, самохвалци, изобретатели на злини, непокорни на родителите си, безразсъдни, вероломни, без семейна обич, немилостиви; които, при все че знаят Божията справедлива присъда, че тези, които вършат такива работи, заслужават смърт, не само ги вършат, но и одобряват онези, които ги вършат. (Библейско общество 2000 г.)
Гл. 3 стих 22 – 26: Божията правда, чрез вяра в Исус Христос, за всички [и на всички], които вярват; защото няма разлика. Понеже всички съгрешиха и не заслужават да се прославят от Бога, а с Неговата благост се оправдават даром чрез изкуплението, което е в Христос Исус, Когото Бог постави за умилостивение чрез Неговата кръв посредством вяра. Това направи, за да покаже правдата Си в прощаване на греховете, извършени по-рано, когато Бог дълго търпеше, за да покаже, казвам, правдата Си в настоящото време и да се познае, че Той е праведен и че оправдава този, който вярва в Исус. (Библейско общество 2000 г.)
Гл. 3 стих 28: И така, ние заключаваме, че човек се оправдава чрез вяра, без делата на закона. (Библейско общество 2000 г.)
Гл. 13 стих 9: Понеже заповедите: „Не прелюбодействай“; „Не убивай“; „Не кради“; „Не пожелавай“; и която и да било друга заповед, се заключават в тези думи: „Да обичаш ближния си, както себе си.“ (Библейско общество 2000 г.)
Гл. 14 стих 19: И така, нека търсим това, което служи за мир и за взаимно назидание. (Библейско общество 2000 г.)

## Отзвук и значение на посланието в историята
Посланието към римляните се намира още сред най-старите сборници с новозаветни писания от апостолско време и по тази причина е един от най-важните източници на историята на канона през 2 век.
Към „класическото време на екзегезата на Посланието към римляните“ се числи епохата на реформацията. Тълкованието на Лутер (1515-16 г.) е написано още преди реформаторския бум. Калвин публикува своя коментар върху посланието към римляните през 1539 г.
Значението на посланието нараства също през следреформаторския период, времето на пробуждането, тъй като Джон Уесли (1738 г.) преживява своето „обръщане“ след конфронтирането му с въведението на Лутер към посланието към римляните.
През 19 век изпъкват коментарите на A. Tholuck и F. Godet. В Църквата на адвентистите от седмия ден, която бе първоначално повече есхатологически ориентирана, последва чрез дискусията на генералната конференция в Миниаполис (1888 г.) подчертаване на христологичните и сотериологичните аспекти. На тази конференция E. J. Wagoner в неговите лекции за „закон и евангелие“ се обосновава преди всичко с посланието към римляните. В резултата се публикува книгата му Christ und His Rightesness (1890 г.).
20 век се ознаменува с тълкованието на Karl Barth (първо издание 1919 г.), едно по-скоро догматично отколкото екзегетично произведение, с което се обосновава т.нар. „теология на кризата“ или както по-късно се нарича „диалектическа теология“. От значение са също коментарите на Th. Zahn, A. Schlatter, P. Althaus и E. Käsemann от протестантска страна, а от католическа страна на O. Kuss.